# Каїрський гусак
«Каїрський гусак» (італ. L'oca del Cairo, К. 422) — незакінчена опера-буфа Вольфганга Амадея Моцарта. Робота над оперою була розпочата в липні 1783 року, але перервана в жовтні. Лібрето Джованні Баттіста Вареско збереглося повністю. Моцарт склав сім з десяти номерів першого акту (із трьох запланованих), а також деякі речитативи й ескіз фіналу; загальна тривалість збережених музичних номерів складає близько 45 хвилин.

## Історія
Листування Моцарта показало, що він хотів написати комічну оперу на новий текст для італійської компанії у Відні. Він щойно зустрів Лоренцо да Понте, який пізніше склав лібрето для декількох опер Моцарта, проте через зайнятість да Понте Моцарт звернувся до Вареско, що раніше написав лібрето для його опери «Ідоменей». Моцартові терміново був потрібен поет, про що свідчить його бажання працювати навіть з особою, що на його думку не мала "ані найменшого знання або досвіду театру". Врешті-решт, Моцарт зрозумів безперспективність проекту й відмовилися від співпраці з Вареско після шести місяців роботи.

## Постановки
ПІсля смерті Моцарта існували спроби постановки цієї опери із використанням музики з інших творів. Перше концертне виконання мало місце у Франкфурті у квітні 1860, а окремі номери були взяті з опери «Обдурений наречений».
6 червня 1867 року в Парижі була поставлена французька версія цієї опери, переклад здійснив бельгійський лібретист Віктор Вільдер, а музичну редакцію здійснив диригент Шарль Константін, він же додав на свій розсуд кілька номерів, використавши музику з інших творів Моцарта.
Фрагменти цієї опери, разом із фрагментами з опер «Обдурений наречений» і «Директор театру» були представлені у проекті «Очікування Фігаро» (Waiting for Figaro) в 2002 році Класичною оперою в Бамптоні (Велика Британія).

## Ролі
| Роль (імена відповідно французькій версії)                                 | Голос         | Прем'єра 6 Червня 1867 (Диригент: Шарль Костянтин) |
| -------------------------------------------------------------------------- | ------------- | -------------------------------------------------- |
| Дон Піппо (Дон Бельтрані)                                                  | бас           | Жерезер                                            |
| Донна Пантея (Якінф), його дружина, імовірно мертва                        | сопрано       | Матильда                                           |
| Селідора (Ізабель)                                                         | сопрано       | А. Арно                                            |
| Біонделло (Фабріс)                                                         | тенор         | Лоран                                              |
| Каландріно, племінник Донни Пантея , товариш Біонделло, закоханий у Лавіну | тенор         | —                                                  |
| (З євнухом)                                                                | Капот         |                                                    |
| Лавіна, супутниця Селідори                                                 | сопрано       | —                                                  |
| Кікібіо (Паскаль) Дон Піппо з мажордомом, в любові з Ауреттою              | бас (баритон) | Массон                                             |
| Ауретта                                                                    | сопрано       | Жерезер                                            |

## Синопсис
Дон Піппо, іспанський маркіз, тримає свою єдину дочку Селідору під замком у своїй башті. Вона заручена з графом ЛІонетто, але її справжня любов-це Біондело, заможний джентльмен. Біондело робить ставку з маркізом, якщо він може врятувати Селідору з башти протягом року він виграє із нею шлюб. Він досягає успіху, потрапивши всередину у великому механічному гусаку.